# Khai Lỗ
Khai Lỗ (giản thể: 开鲁县; phồn thể: 開魯縣; bính âm: Kāilǔ Xiàn) là một huyện của địa cấp thị Thông Liêu, khu tự trị Nội Mông Cổ, Trung Quốc. Huyện nằm ở phía đông của khu tự trị và cách 76 kilômét (47 mi) về phía đông là khu trung tâm đô thị của Thông Liêu. Quốc lộ 303 đi qua huyện này.

### Trấn
| - Khai Lỗ (开鲁镇) - Bắc Hưng (北兴镇) - Tân Hoa (新华镇) - Đại Du Thụ (大榆树镇) - Hắc Long Bá (黑龙坝镇) - Mạch Tân (麦新镇) | - Hòa Bình (和平镇) - Không Đô Lĩnh (坤都岭镇) - Kiến Hoa (建华镇) - Tiểu Nhai Cơ (小街基镇) - Đạo Đức (道德镇) | - Đông Phong (东风镇) - Cát Nhật Dát Lang Thổ (吉日嘎郎吐镇) - Đông Lai (东来镇) - Song Hà (双河镇) - Bảo An (保安镇) |

### Hương
- Bắc Thanh Hà (北清河乡)
- Hưng An (兴安乡)
- Tam Khảo Thụ (三棵树乡)

### Tô mộc
- Nghĩa Hòa Tháp Lạp (义和塔拉苏木)

### Khác
- Khu vực chăn nuôi gia súc Thanh Hà (清河牧场)